# 오, 캐나다 (영화)
《오, 캐나다》(영어: Oh, Canada)는 2024년 개봉한 미국의 드라마 영화이다. 폴 슈레이더가 감독과 각본을 맡았으며, 러셀 뱅크스의 소설 Foregone 이 영화의 원작이다. 2024년 칸 영화제 황금종려상 경쟁 후보작이다.

## 출연
- 리처드 기어/제이컵 엘로디(아역) - 레너드 파이프
- 우마 서먼 - 에마
- 마이클 임피리올리
- 크리스틴 프로세스
- 잭 섀퍼